# U-23サッカーホンジュラス代表
U-23サッカーホンジュラス代表は、ホンジュラスサッカー連盟によって編成されるホンジュラスのサッカーの23歳以下のナショナルチームである。23歳以下の選手を対象とするオリンピックに出場するためのチームである。そのため、オリンピックの前年にはU-22サッカーホンジュラス代表、そのさらに前年にはU-21サッカーホンジュラス代表と呼称が変わる。

## 歴史
2012年ロンドン五輪では、グループリーグ第2戦で優勝候補スペインを下す番狂わせを演じ、最後はグループ2位でベスト8入りを果たした。準々決勝ではブラジル相手に2度リードするも、後半にロヘル・エスピノサが退場したことで数的不利となり2-3と惜敗した。
3大会連続出場となった2016年リオデジャネイロ五輪では、グループリーグを1勝1分1敗で終えて2大会連続通過となり、準々決勝で韓国にも勝利した。その後準決勝のブラジル戦に、3位決定戦のナイジェリア戦に敗れて惜しくもメダル獲得はならなかったが、過去最高成績となる4位となった。

## オリンピックの成績
- 1992 - 予選敗退
- 1996 - 予選敗退
- 2000 - グループリーグ敗退
- 2004 - 予選敗退
- 2008 - グループリーグ敗退
- 2012 - ベスト8
- 2016 - 4位
- 2020 - グループリーグ敗退
- 2024 - 予選敗退